# In the Fishtank 10
In the Fishtank 10 è un EP del gruppo musicale norvegese Motorpsycho registrato con il gruppo musicale jazz Jaga Jazzist Horns. È stato pubblicato nel 2003 dall'etichetta olandese Konkurrent come decimo album del progetto In the Fishtank (da cui il titolo In the Fishtank 10).

## Tracce
1. Bombay Brassiere – 5:57
2. Pills, Powders and Passion Plays – 7:05
3. Doffen Ah Um – 4:57
4. Theme de Yoyo – 7:28
5. Tristano – 20:53

## Formazione

### Motorpsycho
- Bent Sæther - voce, basso, chitarre, tastiere
- Hans Magnus Ryan - chitarre, basso
- Håkon Gebhardt - batteria, percussioni

### Jaga Jazzist Horns
- Mathias Eick - tromba, marimba, percussioni, voce
- Lars Horntveth - sax tenore, clarinetto basso, marimba, vibrafono, percussioni, voce
- Jørgen Munkeby - flauto, sax tenore, clarinetto, marimba, percussioni, voce

### Altri componenti
- Baard Slagsvold - piano, clavinette, Nord Electro, voce